# Църква (институция)
 Тази статия е за институцията.  За сградата вижте Църква.  
Християнската църква води своето начало от новозаветно време и по-конкретно от времето на петдесятница (Деяния на апостолите 2 гл.), когато с упълномощаването чрез Светия Дух било поставено началото на дейността на Апостолската църква. В този смисъл „Църква“ означава християнска институция или организация, с цел проповядване на Евангелието по целия свят за спасение и приобщаване и обединяване на вярващите във видимото Христово тяло (лат. corpus Christi verum, corpus Christi quod est ecclesia; Римл. 12:4 – 6, 1. Кор. 12:12,13).
Всеки клон на християнството се разглежда днес като отделна Църква. Основните са Православна, Католическа и Протестантска църква, като при последната поради особеностите на това вероизповедание няма единна църковна организация, а всеки клон се възприема като отделна Църква. Католическата църква има една организация, начело на която стои пожизнено избран папа. Православните църкви са разделени предимно на национален признак, като всяка от тях се ръководи от патриарх. За пръв сред равни се счита Вселенският патриарх в Цариград (Истанбул).
Православните църкви се управляват от Свети синод.